# Usina Hidrelétrica de Sá Carvalho
A Usina Hidrelétrica de Sá Carvalho é uma usina hidrelétrica localizada no município brasileiro de Antônio Dias, no interior do estado do Minas Gerais. Possui duas barragens, uma principal no rio Piracicaba (denominada Barragem Antônio Dias), de 117 m de comprimento e 15 m de altura, e outra no ribeirão Severo (Barragem de Severo), de 34 m de comprimento e 14 de altura.
O complexo gera uma área alagada de 1,5 km², comportando quatro unidades geradoras. A potência instalada era de 78 MW em 2014, configurando-se como uma das quatro maiores da bacia do rio Doce em Minas Gerais.

## História
A usina foi construída pela Acesita (atual Aperam South America), devido à demanda gerada pela instalação de sua planta industrial em Timóteo, a 21 km da hidrelétrica, ocorrida em 1944. A construção da UHE foi iniciada em 1947, sendo inaugurada em setembro de 1951. Na ocasião era tida como a maior usina hidrelétrica de Minas Gerais e permaneceu como única fonte de energia da Acesita até 1971. Já em 1995, a central foi ampliada.
A Acesita operou a usina hidrelétrica até 1999, quando a vendeu para a Companhia Energética de Minas Gerais (Cemig), que se tornou subsidiária da central. Nesse mesmo ano entrou em operação a Usina Hidrelétrica de Guilman Amorim, construída pela Acesita, Belgo-Mineira e Samarco para geração de energia às empresas. A nova UHE também se encontra no rio Piracicaba, a montante de Sá Carvalho.